# Когерентный пучок
Когерентные пучки — класс пучков, тесно связанных с геометрическими свойствами пространства-носителя.
В определении когерентного пучка используется пучок колец, который хранит эту геометрическую информацию.
Когерентные пучки можно рассматривать как обобщение векторных расслоений. В отличие от векторных расслоений, они образуют абелеву категорию, и поэтому замкнуты относительно таких операций, как взятие ядер, коядер и образов. Квазикогерентные пучки — это обобщение когерентных пучков, включающее в себя векторные расслоения бесконечного ранга.
Когомологии когерентных пучков — это мощная техника, в частности используемая для изучения сечений когерентных пучков.

## Определения
Квазикогерентный пучок на окольцованном пространстве (X,OX) — это пучок OX-модулей F, который локально представим, то есть у каждой точки X имеется открытая окрестность U, для которой существует точная последовательность
{\displaystyle {\mathcal {O}}_{X}^{\oplus I}|_{U}\to {\mathcal {O}}_{X}^{\oplus J}|_{U}\to {\mathcal {F}}|_{U}\to 0}
для некоторых множеств I и J (возможно, бесконечных).
Когерентный пучок на окольцованном пространстве (X,OX) — это квазикогерентный пучок F, удовлетворяющий следующим двум условиям:
1. пучок F конечного типа над OX, то есть у любой точки X имеется открытая окрестность U, такая, что существует сюръективный морфизм On
X|U → F|U для некоторого натурального n;
2. для любого открытого множества U ⊂ X, любого натурального n и любого морфизма OX-модулей φ: On
X|U → F|U, ядро φ конечного типа.

Морфизмы между (квази)когерентными пучками те же самые, что и морфизмы OX-модулей.

## Свойства
На произвольном окольцованном пространстве квазикогерентные пучки не образуют абелевой категории. Однако квазикогерентные пучки над любой схемой образуют абелеву категорию, и они крайне полезны в этом контексте.
Когерентные пучки на произвольном окольцованном пространстве образуют абелеву категорию, полную подкатегорию категории OX-модулей.
Подмодуль когерентного пучка когерентен, если он конечного типа. Когерентный пучок всегда является конечно представимым OX-модулем, в том смысле, что у любой точки X имеется открытая окрестность U, такая, что ограничение F|U пучка F на U изоморфно коядру морфизма OXn|U → OXm|U для натуральных n и m. Если OX когерентен, то, обратно, любой конечно представимый OX-модуль когерентен.
Пучок колец OX называется когерентным, если он когерентен как модуль над собой. В частности, теорема Ока о когерентности утверждает, что пучок голоморфных функций на комплексном аналитическом пространстве X когерентен. Аналогично, на локально нётеровой схеме X, структурный пучок OX когерентен.

## Локальное поведение когерентных пучков
Важным свойством когерентных пучков является то, что свойства когерентного пучка в точке контролируют его поведение в окрестности этой точки. Например, лемма Накаямы (в геометрических терминах) утверждает, что если F — когерентный пучок на схеме X, то его слой, тензорно умноженный на поле вычетов Fp⊗OX,pk(p) в точке p (векторное пространство над полем вычетов k(p)) нулевой, если и только если F нулевой на некоторой открытой окрестности точки p. Связанный с этим факт — то, что размерность слоёв когерентного пучка полунепрерывна сверху. Таким образом, когерентный пучок имеет постоянный ранг на открытом подмножестве, тогда как на замкнутом подмножестве ранг может подскакивать.
В том же духе: когерентный пучок F на схеме X является векторным расслоением если и только если его слой Fp является свободным модулем над локальным кольцом OX,p для любой точки p в X.
На общей схеме невозможно определить, является ли когерентный пучок векторным расслоением, по его слоям, тензорно умноженным на поля вычетов. Однако на приведённой локально нётеровой схеме когерентный пучок является векторным расслоением тогда и только тогда, когда его ранг локально постоянен.

## Когомологии когерентных пучков
Теория когомологий когерентных пучков является одним из основных технических средств в алгебраической геометрии. Хотя она появилась только в 1950-х годах, многие более ранние результаты в алгебраической геометрии формулируются более ясно на языке когомологий пучков, применённом к когерентным пучкам. Грубо говоря, когомологии когерентных пучков можно рассматривать как инструмент для построения функций с заданными свойствами; сечения линейных расслоений или более общих пучков можно рассматривать как обобщённые функции. В комплексной аналитической геометрии когомологии когерентных пучков также играют важную роль.

### Теоремы о занулении в аффинном случае
Комплексный анализ был революционизирован благодаря теоремам Картана A и B, доказанным в 1953 году. Эти результаты говорят, что если E — когерентный аналитический пучок на пространстве Штейна X, то E порождается своими глобальными сечениями, и Hi(X,E) = 0 для всех i > 0. (Комплексное пространство X является пространством Штейна, если и только если оно изоморфно замкнутому аналитическому подпространству Cn для некоторого n.) Эти результаты обобщают большой корпус более ранней работы по построению комплексных аналитических функций с заданными особенностями или другими свойствами.
В 1955 году Серр ввёл когерентные пучки в алгебраическую геометрию (первоначально над алгебраически замкнутым полем, но это ограничение было снято Гротендиком). Аналоги теорем Картана верны в большой общности: если E — квазикогерентный пучок на аффинной схеме X, то E порождается своими глобальными сечениями, и Hi(X,E) = 0 для i > 0. Это связано с тем фактом, что категория квазикогерентных пучков на аффинной схеме X эквивалентна категории O(X)-модулей: эквивалентность переводит пучок E в O(X)-модуль H0(X,E).

### Когомологии Чеха и когомологии проективного пространства
Как следствие зануления когомологий аффинных схем, для отделимой схемы X, аффинного открытого покрытия {Ui} схемы X и квазикогерентного пучка E на X, группы когомологий H*(X,E) изоморфны группам когомологий Чеха относительно открытого покрытия {Ui}. Другими словами, для вычисления когомологий X с коэффициентами в E достаточно знать сечения E на всех конечных пересечениях открытых аффинных подмножеств Ui.
Используя когомологии Чеха, можно вычислить когомологии проективного пространства с коэффициентами в любом линейном расслоении. А именно, для поля k, натурального числа n и целого числа j, когомологии проективного пространства Pn над k с коэффициентами в линейном расслоении O(j) задаются следующим образом:
{\displaystyle H^{i}(\mathbf {P} ^{n},O(j))\cong {\begin{cases}\bigoplus _{a_{0}\geq 0,\ldots ,a_{n}\geq 0,\;a_{0}+\cdots +a_{n}=j}\;k\cdot x_{0}^{a_{0}}\cdots x_{n}^{a_{n}}&{\text{if }}i=0\\0&{\text{if }}i\neq 0{\text{ and }}i\neq n\\\bigoplus _{a_{0}<0,\ldots ,a_{n}<0,\;a_{0}+\cdots +a_{n}=j}\;k\cdot x_{0}^{a_{0}}\cdots x_{n}^{a_{n}}&{\text{if }}i=n.\end{cases}}}
В частности, это вычисление показывает, что когомологии проективного пространства над k с коэффициентами в любом линейном расслоении конечномерны как векторные пространства над k.
Зануление этих групп когомологий в размерностях выше n является частным случаем теоремы Гротендика о занулении: для любого пучка абелевых групп E на нётеровом топологическом пространстве X размерности n< ∞ имеем Hi(X,E) = 0 для всех i > n. Этот результат особенно полезен в случае, когда X является нётеровой схемой (например, алгебраическим многообразием над полем), а E — когерентным пучком.

### Конечномерность когомологий
Для собственной схемы X над полем k и когерентного пучка E на X, группы когомологий Hi(X,E) конечномерны как векторные пространства над k. В частном случае, когда X проективно над k, это доказывается сведением к случаю линейных расслоений на проективном пространстве, рассмотренному выше. Общий случай собственной схемы над полем доказывается сведением к проективному случаю при помощи леммы Чжоу.
Конечномерность когомологий также имеет место для когерентных аналитических пучков на компактном комплексном пространстве. Картан и Серр доказали конечномерность в этой аналитической ситуации, используя теорему Шварца о компактных операторах в пространстве Фреше.
Конечномерность когомологий позволяет получить много интересных инвариантов проективных многообразий. Например, если X — неособая проективная кривая над алгебраически замнутым полем k, то род X определяется как размерность векторного пространства H1(X,OX). Если k — поле комплексных чисел, он совпадает с родом пространства комплексных точек X(C) в классической (евклидовой) топологии. (В этом случае X(C) = Xan — замкнутая ориентированная поверхность.)

### Двойственность Серра
Двойственность Серра является аналогом двойственности Пуанкаре для когомологий когерентных пучков. Для гладкой собственной схемы X размерности n над полем k существует естественное отображение следа Hn(X,KX) → k. Двойственность Серра для векторного расслоения E на X утверждает, что спаривание
{\displaystyle H^{i}(X,E)\times H^{n-i}(X,K_{X}\otimes E^{*})\to H^{n}(X,K_{X})\to k}
является совершенным спариванием для любого целого числа i. В частности, векторные пространства Hi(X,E) и Hn−i(X,KX ⊗ E*) имеют одинаковую размерность. (Серр доказал также двойственность Серра для голоморфных векторных расслоений на компактном комплексном многообразии.) Теория двойственности Гротендика включает обобщения на произвольный когерентный пучок и произвольный собственный морфизм схем, но утверждения становятся менее элементарными.
Например, для неособой проективной кривой X над алгебраически замкнутым полем k, двойственность Серра утверждает, что размерность пространства 1-форм на X H0(X,Ω1) = H0(X,KX) совпадает с родом X (размерностью H1(X,O)).

### Теоремы GAGA
Теоремы GAGA связывают комплексные алгебраические многообразия с соответствующими аналитическими пространствами. Для схемы X конечного типа над C, существует функтор из когерентных алгебраических пучков на X в когерентные аналитические пучки на соответствующем аналитическом пространстве Xan. Основная теорема GAGA утверждает, что если X собственно над C, то этот функтор является эквивалентностью категорий. Более того, для любого когерентного алгебраического пучка E на собственной схеме X над C, естественной отображение
{\displaystyle H^{i}(X,E)\to H^{i}(X^{\text{an}},E)}
является изоморфизмом для всех i. (Первая группа определяется при помощи топологии Зарисского, а вторая — при помощи классической (евклидовой) топологии.) В частности, из эквивалентности между аналитическими и алгебраическими когерентными пучками на проективном пространстве следует теорема Чжоу о том, что любое замкнутое аналитическое подпространство CPn алгебраично.

### Теоремы о занулении
Тероема Серра о занулении утверждает, что для любого обильного линейного расслоения L на собственной схеме X над нётеровым кольцом и любого когерентного пучка F на X, существует целое число m0, такое, что для всех m ≥ m0, пучок F ⊗ L⊗m порождается глобальными сечениями и не имеет высших когомологий.
Хотя теорема Серра о занулении полезна, неизвестность числа m0 может быть проблемой. Теорема Кодайра о занулении является важным явным результатом. А именно, если X — гладкое проективное многообразие над полем характеристики 0, L — обильное линейное расслоение на X и KX — каноническое расслоение, то
{\displaystyle H^{j}(X,K_{X}\otimes L)=0}
для всех j > 0. Заметим, что теорема Серра гарантирует то же зануление для высоких степеней L. Теорема Кодайра о занулении и её обобщения играют фундаментальную роль для классификации алгебраических многообразий и в программе минимальных моделей. Теорема Кодайра о занулении не имеет места над полями положительной характеристики.